# Длхе Клчово
Длхе Клчово (слч. Dlhé Klčovo) насељено је мјесто са административним статусом сеоске општине (слч. obec) у округу Вранов на Топлој, у Прешовском крају, Словачка Република.

## Становништво
| Година:    | 1994. | 2004.   | 2014.   | 2024.   |
| ---------- | ----- | ------- | ------- | ------- |
| Број људи: | 1354  | 1419    | 1406    | 1347    |
| Разлика:   |       | +4,80 % | -0,91 % | -4,19 % |

| Година:    | 2023. | 2024.   |
| ---------- | ----- | ------- |
| Број људи: | 1358  | 1347    |
| Разлика:   |       | -0,81 % |

Према подацима о броју становника из 2024. године насеље је имало 1347 становника.